# Tory Lanez
Де́йстар Шемуэл Шуа Пе́терсон (англ. Daystar Shemuel Shua Peterson; род. 27 июля 1992, Брамптон, Онтарио), более известный под псевдонимом Tory Lanez (рус. То́ри Ле́йнз) — канадский и американский рэпер, певец и осуждённый преступник. Первоначальное признание он получил благодаря микстейпу «Conflicts of My Soul: The 416 Story», выпущенному в августе 2013 года. В 2015 году Tory Lanez подписал контракт с лейблом Mad Love Records продюсера Benny Blanco через Interscope Records.
Дебютный студийный альбом Lanez, «I Told You» (2016), включал синглы «Say It» и «Luv», которые достигли 23-го и 19-го места в Billboard Hot 100 соответственно. В 2018 году Lanez выпустил свой второй и третий студийные альбомы «Memories Don’t Die» и «Love Me Now?» Его четвертый студийный альбом «Chixtape 5» (2019) достиг 2-го места в американском Billboard 200. В 2020 году он выпустил свой пятый студийный альбом «Daystar», который дебютировал под номером 10 в Billboard 200 и содержал противоречивые ответы на обвинения в том, что ранее в том же году он покушался на коллегу-рэпера Megan Thee Stallion. Lanez получил номинацию на премию «Грэмми» за свою песню «Luv», а также четыре премии Juno Awards. 8 августа 2023 был приговорён к 10 годам лишения свободы по делу о покушении на Megan Thee Stallion.

## Биография

### Ранние годы
Дейстар Шемуэл Шуа Питерсон родился 27 июля 1992 года в Брэмптоне, Онтарио, в семье отца-баджанца Сонстара и матери из Кюрасао Луэллы. Семья жила в Монреале, а затем переехала в Майами, штат Флорида. Известно, что Дейстар практиковал и совершенствовал свои навыки рэпа на протяжении всего детства, прежде чем трагически узнал, что его мать умерла из-за редкой болезни. После смерти его матери его отец начал работать рукоположенным священником и миссионером, в результате чего они оба часто переезжали по всей территории Соединенных Штатов. Позже отец Дейстара снова женился, и семья переехала в Атланту, штат Джорджия, где Дейстар познакомился со своим другом Хакимом, который в то время работал уборщиком. Прозвище Дейстара «Lanez» было дано ему Хакимом в качестве комментария к склонности Дейстара к поиску острых ощущений, из-за чего он иногда слонялся по улице, не обращая внимания на движение и играя в переулках.
В 2006 году его отправили жить к своему двоюродному брату Дахиру Абибу, Орану Форресту, на Ямайку, Квинс, штат Нью-Йорк, из-за проблем с его поведением. Затем Дейстар был вынужден переехать в Торонто к своей бабушке. Поскольку она отказалась заботиться о нем, в возрасте 15 лет он остался один. «В итоге я переехал в центр города с этими тремя чуваками, которых я на самом деле не знал. Я вошел в дом и не сразу понял, как все устроено. Примерно с пятнадцати до восемнадцати лет я просто сражался с ними. Это был каждый сам за себя. Это то, что сделало меня мужчиной: необходимость постоять за себя и оказаться в ситуации, когда нет ни папы, ни бабушки, ни мамы, которые могли бы тебе помочь. Это изменило того человека, которым я являюсь сегодня», — говорит он. Затем он снова начал читать рэп, прежде чем дал себе прозвище Notorious (что является отсылкой к покойному рэперу Notorious B.I.G., которого он боготворил), и принял свое новое прозвище «Tory Lanez». В возрасте 16 лет Дейстар бросил десятый класс и начал исполнять песни на концертах под открытым небом. В возрасте 17 лет Дейстар начал петь, к чему у него появился интерес. Однако он никогда не получал никакого вокального образования. Дейстар также известен под псевдонимом Argentina Fargo. В одном из интервью он сказал: «Когда я объединяю иностранное и банковское дело, это похоже на иностранные деньги. Я канадский чувак, гуляю по Америке. Когда ты смотришь на меня, это все равно что смотреть на иностранные деньги. Поэтому я называю себя Argentina Fargo — как иностранные деньги». Среди своих музыкальных вдохновений в детстве Lanez называет Brandy и Ray J.

### 2009—2015: Начало карьеры
В 2009 году Tory Lanez выпустил свой дебютный микстейп «T.L 2 T.O.» Пока Lanez жил в Южной Флориде, он начал снимать некоторые из своих музыкальных клипов и размещал их на своем канале YouTube. Шон Кингстон заинтересовался Lanez после того, как увидел видео, на котором он фристайлирует над «Beamer, Benz или Bentley» Ллойда Бэнкса. В феврале 2010 года Кингстон связался с Lanez, предложив ему встретиться с ним во время тура Джастина Бибера, а позже уговорил его выступить на концерте «there live». В 2010 году Lanez выпустил микстейпы «Just Landed», «One Verse One Hearse», «Playing for Keeps» и «Mr. 1 Verse Killah». В 2011 году Lanez подписал контракт со звукозаписывающей компанией Kingston Time is Money Entertainment и выпустил микстейпы «Mr. Peterson», «Chixtape» и «Swavey». Позже он покинул лейбл, чтобы стать независимым артистом. В 2012 году Tory Lanez выпустила микстейп "Sincerely Tory, Conflicts of My Soul: The 416 Story"в 2013 году и «Chixtape II» в 2014 году. В апреле 2014 года Tory выпустил два эпизода «Public Swave Announcement», из-за кулис «These Things Happen Tour» с G-Eazy и Rockie Fresh. 2 июня 2014 года Lanez выпустил песню «Teyana», посвященную певице Тейане Тейлор. Тейлор ответила треком «Dreams of Fucking an R&B Bitch». 6 июня 2014 года Lanez выпустил песню «The Godfather», чтобы объявить о том, что он собирается начать серию под названием «Fargo Fridays», выпускающую песни, альбомы или видео только по пятницам на HotNewHipHop. Песни «I’ll Be There», «Talk On Road» и «Balenciagas» были выпущены позже в том же месяце.
Выпустив несколько песен из серии, он выпустил песню под названием «The Mission», чтобы отпраздновать объявление о своем туре 14 августа 2014 года. Lanez начал свой первый тур в качестве хедлайнера, «Lost Cause Tour», совместно с микстейпом «Lost Cause». Микстейп должен был выйти 29 сентября 2014 года, но был перенесен на 1 октября. В интервью Tory Lanez заявил, что он написал песни для таких исполнителей, как Akon («Been Gettin' Money» с Jeezy), Casey Veggies («Actin' Up»), August Alsina («My Niggas» с Meek Mill), а также T.I. и Трэвис Скотт. 27 февраля 2015 года Tory Lanez сообщил, что 6 апреля он собирается выпустить совместный EP с продюсерами WeDidIt Records. 3 апреля 2015 года Tory выпустил сингл под названием «In For It» для своего грядущего EP. 8 мая 2015 года Lanez выпустил еще одну песню под названием «Ric Flair» с участием Rory Trustory. 22 мая 2015 года он выпустил второй сингл с EP под названием «Acting Like». 19 июня 2015 года Tory объявил, что EP будет называться «Cruel Intentions» и выйдет 26 июня 2015 года. В тот же день был выпущен сингл «Karrueche».

### 2015-настоящее время: Выпуск альбомов и растущая популярность
15 июля 2015 года Tory Lanez выпустил первый сингл со своего дебютного альбома под названием «Say It». Также стало известно, что он подписал контракт с лейблами Mad Love Records Benny Blanco и Interscope Records. 18 сентября 2015 года Lanez выпустил сингл «B.L.O.W.». 25 декабря 2015 года Lanez выпустил два микстейпа, «Chixtape III» и «The New Toronto». 18 января 2016 года «LA Confidential» была выпущена в качестве второго сингла с альбома. 28 января 2016 года Tory Lanez выступил в качестве гостя на Jimmy Kimmel Live! исполнение песни «Say It». Он исполнил эту песню с популярной R&B-группой 90-х Brownstone (group), из которой он исполнил сэмпл их хита «If You Love Me (Brownstone song)» на 'Say It'. Месяц спустя Lanez выпустил ремикс на песню MadeinTYO «Uber Everywhere». 4 марта 2016 года Lanez выпустил песню «Tim Duncan» в рамках своей серии «Fargo Fridays». На следующей неделе он выпустил песню «Real Addresses».
1 апреля 2016 года ASAP Ferg и Tory Lanez объявили о туре «The Level Up Tour». 5 апреля 2016 года стало известно, что Tory Lanez выступит на «Summer Jam» и «Pemberton Music Festival» летом 2016 года. 8 апреля 2016 года Tory Lanez и ASAP Ferg совместно записали песню «Line Up the Flex» для продвижения своего тура «The Level Up». 18 апреля Tory Lanez отказался быть на обложке XXL Freshmen 2016 года, потому что чувствовал, что находится в более высокой музыкальной лиге, чем другие рассматриваемые артисты. 6 мая 2016 года Lanez выпустила две песни «For Real» и «Unforgettable» в рамках серии «Fargo Friday». 29 июля 2016 года Lanez выпустил официальный второй сингл «Luv» на iTunes. Он также сообщил, что его альбом будет называться «I Told You». «I Told You» был выпущен 19 августа 2016 года. 5 июля Lanez выпустил два ремикса на песню Дрейка «Controlla» и песню DJ Khaled «I Got the Keys». 20 июля Lanez объявил о туре «I Told You tour» в поддержку альбома. 2 марта 2018 года Lanez выпустил свой второй студийный альбом «Memories Don’t Die». В том же году он также выпустил альбом под названием «Love Me Now?» 26 октября 2018 года он также выпустил альбом под названием «Chixtape 5» 15 ноября 2019 года и еще один альбом под названием «The New Toronto 3» 10 апреля 2020 года, последний из которых стал его последним релизом на лейбле Interscope Records.
20 марта 2020 года Lanez объединился с ямайским регги-певцом Buju Banton для ремикса на песню «Trust».
Во время карантина из-за пандемии COVID-19 Lanez вел «Quarantine Radio» в своем Instagram Live. 14 мая 2020 года Lanez выпустил сингл «Temperature Rising» на собственном лейбле One Umbrella, ознаменовав свой первый релиз в качестве независимого исполнителя после ухода из Interscope Records. 10 июля Lanez выпустил три сингла: «Simple Things» с DJDS и Rema, «Staccato» и «392» со своим подписчиком на лейбле VV$ Ken. Последние два трека были выпущены в виде EP под названием «VVS Capsule».
25 сентября 2020 года Lanez неожиданно выпустил свой пятый альбом «Daystar», свой первый проект после ухода из Interscope в начале года. На альбоме он защищает себя в нескольких песнях от утверждений о том, что он покушался на рэпершу Megan Thee Stallion.

## One Umbrella
One Umbrella — канадский звукозаписывающий лейбл и управляющая компания, основанная Tory Lanez в 2014 году. Она начиналась как швейная компания под эгидой дочерней компании Forever. Первым артистом лейбла стал Mansa в 2018 году, а затем он расширился, подписав контракт с артистами Davo и Kaash Paige. В 2020 году Lanez выпустил свой первый сингл в качестве независимого исполнителя, написав: «Я ждал и рассчитывал в течение 4 лет быть самим себе боссом. У меня есть все мои собственные мастера, издательства, авторские гонорары и так далее. Возможно, для вас это ничего не значит, но видеть мой лейбл внизу, не связанный с крупным лейблом, — это то, ради чего мы так усердно работали».

### Список

#### Текущий
- Mansa
- Davo
- VV$ Ken

#### Бывший
- Kaash Paige (ранее с Se Lavi и Def Jam)

## Музыкальный стиль
В интервью журналу Nice Kicks с Иэном Стоунбуком Lanez описал свой личный стиль, который он называет Swavey: "Swavey — это слово, состоящее из двух прилагательных. Многие люди используют его как атрибут, но настоящее определение swavey — это жанр музыки. Жанр музыки — это жанр слияния нескольких жанров воедино. Я знаю, это звучит странно, но если вы спросите артиста, чем он занимается, он ответит, что он читает рэп, поет, играет рок, многие люди разносторонне одарены. На них смотрят в замешательстве, но я не думаю, что они в замешательстве. Я чувствую, что они просто талантливые, своенравные художники. Лейблы хотят поставить вас в один ряд, но я чувствую, что есть так много людей, которые больше, чем это, и они крутые артисты ".

## Противоречия

### Drake
В 2010 году Lanez опубликовал на YouTube видео, в котором бросил вызов своему коллеге канадскому рэперу Дрейку, с которым, по слухам, он состоял в родстве. На видео видно, как он опровергает эти слухи и объявляет конкурс на 10 000 долларов. Высказывая Дрейку уважение, Lanez снова бросил ему вызов, но только в том случае, если Дрейк послушает несколько его треков из своего второго микстейпа «Playing for Keeps». Lanez также утверждал, что если Дрейку это не понравится, он лично отдаст ему 10 000 долларов. В августе 2015 года, выступая на радиошоу «Sway in the Morning» на Shade 45, Lanez оскорбил Дрейка, намекая на печально известный фристайл, который он исполнил на Hot 97 шесть лет назад, где он читал тексты песен со своего BlackBerry. В октябре 2015 года Lanez создал дополнительную напряженность в отношениях с рэпером, когда он выразил свою неприязнь к использованию «the 6», прозвища для Торонто, которое, конечно же, было популяризировано Дрейком.
В тексте своего сингла 2016 года «Summer Sixteen» Дрейк, похоже, подсознательно высказывает недовольство Lanez, читая рэп: «Все вы, парни из нового Торонто, хотите немного быть мной». Многие восприняли это и последующие реплики как что-то от оскорбления, сделанного в сторону Lanez. Дрейк также нацелился на Meek Mill, который в разгар их продолжающейся вражды раскритиковал Дрейка за то, что он оскорбил Lanez в песне «War Pain»: «Тори из 6, ты ненавидишь его, Господь свидетель!» В интервью Revolt Lanez спросили о предполагаемом оскорблении. Он скептически отнесся к тому, было ли это направлено против него вообще, он заверил прессу, что не стал бы отвечать, даже если бы это было так: «Дрейк мог оскорбить меня 20 000 раз, и я бы никогда не оскорбил его. Я его фанат… На моей стороне нет никакого негатива. Все благословения этому человеку». Когда Lanez выпустил свою версию «Uber Everywhere», он читает рэп: «Киска, убери эту улыбку со своего лица / Ты не знаешь ниггеров-ловушек, ты не должен быть рядом таким / Ты какой-то актер, ниггер, я привык видеть тебя на экране». Многие люди думали, что Lanez оскорблял Дрейка. Lanez снова оскорбил Дрейка в песне «Line Up the Flex» с ASAP Ferg. Lanez отчеканил: «Я никогда не был бандой, бандой, бандой, бандой/ Я был одним из бандитов Umbrella», в ответ на оскорбления Дрейка в «Summer Sixteen».
Дрейк оскорбил в ответ в песне «Still Here» на альбоме «Views». В интервью с Зейном Лоу на Beats 1 Дрейк сказал на Lanez: «Я призываю всех выйти и нанести как можно больше вреда, на который вы способны. Занимайся своими делами. Соберите все фрукты. Получите все. Станьте самым большим художником, каким только можете быть. Просто не поднимайся, наконец, и не начинай говорить обо мне свысока, особенно когда мы не общаемся». Lanez снова оскорбил Дрейка в песне «For Real». 27 июня 2016 года Lanez поговорил с Эбро на утреннем шоу «Ebro in the Morning show» и рассказал о Дрейке: «Хип-хоп — это контактный вид спорта, я здесь, чтобы соревноваться, я здесь, чтобы быть № 1». Далее он сказал: «Я был фанатом из его музыки раньше никто никогда не отнимал это у меня. Это не значит, что я здесь не для того, чтобы забрать свою корону.»

## Дискография

### Студийные альбомы
| Название           | Подробности                                                   |
| ------------------ | ------------------------------------------------------------- |
| I Told You         | - Дата выхода: 19 августа 2016 - Лейбл: Mad Love, Interscope  |
| MEMORIES DON’T DIE | - Дата выхода: 2 марта 2018 - Лейбл: Mad Love, Interscope     |
| Love Me Now?       | - Дата выхода: 26 октября 2018 - Лейблы: Mad Love, Interscope |
| Chixtape V         | - Дата выхода: 15 ноября 2019 - Лейблы: Mad Love, Interscope  |
| Daystar            | - Дата выхода: 25 сентября 2020 - Лейбл: One Umbrella Records |
| Alone at Prom      | - Дата выхода: 10 декабря 2021 - Лейбл: One Umbrella Records  |
| Peterson           | - Дата выхода: 7 марта 2025 - Лейбл: One Umbrella Records     |

### EP
| Название         | Подробности                                  |
| ---------------- | -------------------------------------------- |
| Cruel Intentions | - Дата выхода: 26 июня 2015 - Лейбл: WeDidIt |

### Микстейпы
| Название                            | Дата выхода:    |
| ----------------------------------- | --------------- |
| T.L 2 T.O                           | 2009            |
| Playing for Keeps                   | 26 марта 2010   |
| Just Landed                         | 27 июля 2010    |
| One Verse One Hearse                | Октябрь 2010    |
| Mr. 1 Verse Killah                  | 2 декабря 2010  |
| Mr. Peterson                        | 1 января 2011   |
| Chixtape                            | 24 февраля 2011 |
| Swavey                              | 10 июня 2011    |
| Ignant Shit                         | 19 марта 2012   |
| Sincerely Tory                      | 15 мая 2012     |
| Conflicts of My Soul: The 416 Story | 26 августа 2013 |
| Chixtape II                         | 6 марта 2014    |
| Lost Cause                          | 1 октября 2014  |
| Chixtape III                        | 25 декабря 2015 |
| The New Toronto                     | 25 декабря 2015 |
| Chixtape IV                         | 1 января 2017   |
| The New Toronto 2                   | 1 января 2017   |
| The New Toronto 3                   | 10 апреля 2020  |

### Синглы
| Название                           | Год  | Альбом             |
| ---------------------------------- | ---- | ------------------ |
| «Say It»                           | 2015 | I Told You         |
| «B.L.O.W.»                         | 2015 |                    |
| «LA Confidential»                  | 2016 |                    |
| «Luv»                              | 2016 | I Told You         |
| «Skrt Skrt»                        | 2017 | MEMORIES DON’T DIE |
| «Shooters»                         | 2017 | MEMORIES DON’T DIE |
| «Real Thing» (при участии Фьючера) | 2017 | MEMORIES DON’T DIE |
| «I Sip»                            | 2017 |                    |
| «B.I.D»                            | 2018 | MEMORIES DON’T DIE |
| «Broke In A Minute»                | 2020 | The New Toronto 3  |
| «Do The Most»                      | 2020 | The New Toronto 3  |
| «Who Needs Love»                   | 2020 | The New Toronto 3  |